# Circopetes modesta
Circopetes modesta är en fjärilsart som beskrevs av W. Warren 1904. Circopetes modesta ingår i släktet Circopetes och familjen mätare. Inga underarter finns listade i Catalogue of Life.